# Kryteria Lighta
Kryteria Lighta – stosowane w praktyce kryteria, które pozwalają na odróżnienie płynu, który został stwierdzony w jamie opłucnowej. Oznaczenie kilku parametrów biochemicznych w płynie opłucnowym i w surowicy krwi pozwala na rozróżnienie, czy płyn ma charakter płynu przesiękowego czy wysiękowego.
Płyn opłucnowy ma charakter wysiękowy, jeżeli spełnione jest co najmniej jedno z poniższych kryteriów:
- stosunek stężenia białka w płynie opłucnowym do stężenia białka w surowicy wynosi >0,5;
- stosunek aktywności LDH w płynie opłucnowym do aktywności LDH w surowicy wynosi >0,6;
- aktywność LDH w płynie opłucnowym jest >2/3 górnej granicy normy dla aktywności w surowicy.